# Victor Lourties (homme politique, 1844-1922)
Ne doit pas être confondu avec Victor Lourties (homme politique, 1886-1954).
Pour les articles homonymes, voir Lourties.
Victor Lourties, né le 22 juillet 1844 à Aire-sur-l'Adour  et mort le 2 mai 1922 à Mont-de-Marsan, est médecin et homme politique français.

## Carrière
- ministre du Commerce, de l'Industrie et des Postes et Télégraphes du 30 mai 1894 au 26 janvier 1895 dans le Gouvernement Charles Dupuy ;
- élu sénateur des Landes du 5 janvier 1888 au 10 janvier 1920 ;
- maire et conseiller général d'Aire-sur-Adour de 1892 à 1922.

Président du groupe sur la mutualité au Sénat, il préside de 1892 jusqu'à sa mort la ligue nationale de la Prévoyance et de la Mutualité. Il est également  président de la commission de surveillance de la Caisse des dépôts et consignations de 1911 à 1920.

### Sources
- « Victor Lourties (homme politique, 1844-1922) », dans Adolphe Robert et Gaston Cougny, Dictionnaire des parlementaires français, Edgar Bourloton, 1889-1891 [détail de l’édition]
- « Victor Lourties (homme politique, 1844-1922) », dans le Dictionnaire des parlementaires français (1889-1940), sous la direction de Jean Jolly, PUF, 1960 [détail de l’édition]
- [Cabannes 1945] Gabriel Cabannes, Galerie des landais, t. 7, Mont-de-Marsan, Chabas, 1945, 348 p. (lire en ligne), p. 268-269